# 가문의 귀환
"가문의 영광5 - 가문의 귀환"은 가문의 영광 시리즈의 다섯번째 마지막 작품이다. 2012년 12월 19일에 개봉했다.

## 줄거리
복덩인 줄 알았더니 재앙이었네… 쓰리제이家의 보배로운 엘리트 사위를 맞아 들인지 어언 10년…
“이젠…내쫓아야 한다!”
‘가문의 영광’을 위해 명문대 출신 엘리트 벤처 사업가 대서(정준호)를 사위로 들였던 조폭 가문 쓰리제이파. 
10년 후, 가문의 고명딸 진경이는 교통사고로 세상을 떠나자 이 일로 쓰리제이파는 천직(?)인 조폭을 청산하고 ‘장삼건설’을 차려 어엿한 기업인으로서 건실한 삶을 살게 된다. 
하지만 쓰리제이파의 순수혈통 삼형제(유동근, 성동일, 박상욱)가 아닌 대서가 사장직을 맡게 되고, 대서가 후원하는 사랑나누리 재단의 간사 효정(김민정)과 가까워지면서 이들의 사이는 점점 금이 가게 된다. 언젠간 대서가 회사를 몽땅 뺏을지도 모른다는 불안감에 삼형제는 10년 전 진경과 대서를 결혼시키기 위해 했던 것처럼 또다시 엄청난 작당(?)을 꾸미게 된다. 
10년 전 공들여 들인 엘리트 사위 대서를 다시 내쫓고 가문의 영광을 되찾기 위한 쓰리제이 삼형제의 초특급 반란이 시작된다!

## 캐스트
- 정준호 : 박대서 역
- 김민정 : 김효정 역
- 유동근 : 장인태 역
- 성동일 : 장석태 역
- 박상욱 : 장경태 역
- 박근형 : 장정종 역
- 윤두준 : 장영민 역
- 황광희 : 최규철 역
- 유민 : 차유란 역
- 손나은 : 은희재 역
- 유혜정 : 고미순 역
- 윤문식 : 마 회장 역
- 양세형 : 김동석 역
- 김흥국 : 파출소 취객 역
- 전수경 : 고 여사 역
- 신윤정